# Peta Wilson
Peta Gia Wilson (Sydney, 18 november 1970) is een Australisch actrice en fotomodel.
Nadat ze als model in Australië en Europa had gewerkt, verhuisde ze in 1991 naar Los Angeles in de Verenigde Staten, nam acteerlessen en speelde wat kleine rolletjes. In 1997 brak ze door met de hoofdrol in de televisieserie Nikita. Daarin speelt ze de geheim agente Nikita, codenaam Josephine.
In 2003 speelde ze de rol van Mina Harker in de film The League of Extraordinary Gentlemen met Sean Connery in de hoofdrol. In 2006 is ze te zien in de film Superman Returns als de stewardess Bobbie Faye. In juli 2004 stond ze op de cover van de Amerikaanse versie van de Playboy.

## Filmografie
- The Sadness of Sex (1995) – meisje van z'n dromen
- Naked Jane (1995) – Marissa
- Highlander (1996) (televisieserie) – inspecteur
- Strangers (1996) (televisieserie) – Martha
- Loser (1996) – Alyssha Rourke
- Woman Undone (1996) – receptioniste
- Vanishing Point (1997) – motorrijdster
- Nikita (1997–2001) (televisieserie) – Nikita
- One of Our Own (1997) – Cpl. Jennifer Vaughn
- Mercy (2000) – Vickie Kittrie
- A Girl Thing (2001) (televisieserie) – Alex
- Other People (2001) (televisieserie) – Harriet Stone
- Joe and Max (2002) – Anny Ondra
- Comic Book Superheroes Unmasked (2003) – Host
- The League of Extraordinary Gentlemen (2003) – Mina Harker
- False Pretenses (2004) – Dianne
- Jonny Zero (2005) (televisieserie) – Aly
- Two Twisted (2006) (televisieserie) – Mischa Sparkle
- Superman Returns (2006) – Bobby-Faye
- Gardens of the Night (2007) – Sarah
- Beautiful (2009) – Sherrie
- Malibu Shark Attack (2009) – Heather
- Errand boy (2010) – Genie
- CSI: Miami (2010) (televisieserie) – Amanda
- Liberator (2012) – Marla Criswell
- The Finder (2012) (televisieserie) – Pope
- Dutch Kills (2015) – Ladye Bishop